# Acanthodelta rufobrunnea
Acanthodelta rufobrunnea är en fjärilsart som beskrevs av Embrik Strand 1914. Acanthodelta rufobrunnea ingår i släktet Acanthodelta och familjen nattflyn. Inga underarter finns listade i Catalogue of Life.